# Гранд Аури (Долина Аосте)
Гранд Аури је насеље у Италији у округу Долина Аосте, региону Долина Аосте.
Према процени из 2011. у насељу је живело 3 становника. Насеље се налази на надморској висини од 1170 м.